# Full Metal Panic? Fumoffu
Full Metall Panic? Fumoffu (フルメタル ふも っ ふ Fumoffu Furumetaru?) és una sèrie d'animació japonesa que entrellaça Full Metall Panic! i Full Metall Panic! The Second Raid; l'animació és produïda per Kyoto Animation, i té lloc entre la primera i segona temporada.
Es diferencia l'estil de la primera sèrie. Fumoffu posa l'atenció en els aspectes de la seqüela i se centra en la comèdia romàntica, a diferència de Full Metall Panic!. La història se centra en la tensió romàntica entre Sôsuke Sagara i Chidori Kaname. No es presenten els mecanismes de combat i tampoc la intriga política que va caracteritzar gran part de la primera i segona temporades. L'única referència al gènere mecha que es mostra en Full Metall Panic? Fumoffu és el Bonta-kun, que és una de les paròdies més destacades en aquest anime.
Full Metall Panic? Fumoffu va ser dirigit per Yasuhiro Takemoto i produït per Kyoto Animation, que va substituir Gonzo com el productor de la sèrie, i es va convertir en la primera sèrie animada d'aquest estudi. El doblatge i distribució a Amèrica Llatina va ser produït per Cloverway. L'emissió original al Japó va començar el 25 d'agost, i finalitzar el 18 de novembre de 2003. Es van crear 12 episodis de mitja hora, però només 11 van ser emesos per televisió al Japó. L'episodi que mancava no es va emetre a causa que el seu argument parlava d'un segrest i aquest alhora era molt similar a una sèrie de segrestos que van ocórrer realment al Japó poc abans de l'emissió planejada. No obstant això, les històries que falten s'ofereixen en totes les versions DVD i Blu-ray. Es van fer DVD i Blu-ray i aquests es van llançar el 19 d'octubre de 2010.

## Argument
En Fumoffu veurem de nou les aventures de Sōsuke i Chidori, però amb un to més còmic. La història es desenvolupa sense els AS, ja que tota la trama es troba fora dels camps de batalla de Mithril. La història es desenvolupa a l'escola i llocs limítrofs, a més de que observarem a Sōsuke utilitzant la disfressa del ninot Bonta-kun, que és l'apel·latiu comú al Japó per als ossos de peluix, (del parc de diversions "El món de Fumoffu!") amb el qual va realitzarà diverses aventures i es ficarà en tot tipus de problemes amb els seus intents fallits per adaptar-se a la vida normal del Japó.
En aquesta ocasió, Full Metall Panic? Fumoffu ens mostrarà el costat afectuós del sergent Sosuke Sagara, però sense deixar d'exagerar-hi, provocant a més de perdudes econòmiques, problemes amb el personal de l'escola, inclosa Chidori, que, amb grans pallisses, mantindrà a ratlla Sosuke. En aquesta temporada es farà riure els espectadors, ja que les aventures són molt diverses i entretingudes, i es mostrarà el contrast entre algú que només veu possibles riscos terroristes i militars amb la gent comuna del Japó, a més de bregar amb els confusos sentiments dels adolescents de la preparatòria, aconseguint així una temporada molt divertida i sorprenent.
Per no oblidar el triangle amorós que existeix en la història en general, es mostren dos capítols molt entretinguts en els quals la capitana surt de vacances i decideix passar-les a la casa de Sôsuke, la qual cosa posarà molt gelosa Chidori; però el final d'aquesta temporada serà un dels més recordats pels seguidors del Full Metall Panic, ja que és una de les aventures més gracioses de la temporada, mostrant una vegada més tota la creativitat dels seus creadors.
Els creadors de Full Metall Panic! van pensar deixar el nom de la sèrie com Full Metall Panic?, amb el signe d'interrogació canviat pel signe d'exclamació. No obstant això, aviat es van adonar que una alteració menor va ser insuficient per diferenciar correctament entre la nova sèrie i l'original. Per aquesta raó, es va decidir que la paraula fictícia "Fumoffu" seria agregada al títol.
"Fumoffu" és el so fet per Bonta-kun, la mascota de ficció de la sèrie, que s'assembla a un ésser humà de grandària. Es tracta d'un vestit d'armadura personal, dissenyat per Sôsuke, amb el propòsit de brindar ajuda en situacions tàctiques. A pesar que només és capaç de moure's amb la velocitat humana, també es veu limitat per l'espai d'aquest vestit. A causa del mal funcionament de l'equip del Bonda, totes les síl·labes pronunciades pel pilot es canvien a qualsevol Fu, Mo, FFU, o Ru. El funcionament del sistema del Bonda immediatament es bloqueja si el pilot intenta desactivar el cambiador de veu. Per aquesta raó, Kaname ha de traduir el que Sôsuke vol dir amb una radio auricular.

## Personatges
Sôsuke Sagara és el protagonista de la sèrie. Es va criar a Helmajistan, una regió a Afganistan, que es va veure embolicada en lluites polítiques. Als 8 anys es va unir a un moviment guerriller per sobreviure i, finalment, va trobar el seu camí a Mithril. Sôsuke només coneix la vida militar, per la qual cosa és inexpert en temes que no són de la guerrilla, i per aquest motiu ha de passar per situacions difícils per integrar-se en la vida de l'escola secundària. Com les seves habilitats socials no són molt bones, es va guanyar el sobrenom de Maniàtic Militar. Sôsuke pot ser molt insensible de vegades, encara que les seves accions sempre són amb la millor intenció. Els seus sentiments profunds per Kaname Chidori són inevitables.
Kaname Chidori
Kaname Chidori és el personatge femení principal de la sèrie. És una estudiant qualsevol, però no és conscient del seu "Do". Al començament, no veu amb bons ulls el constant seguiment que li fa el Sergent Sōsuke, tractant-ho fins i tot de pervertit, però a mesura que avança la sèrie, descobrirà part de la veritat i comprendrà millor l'actitud de Sōsuke, a qui aviat comença a veure amb "bons" ulls. Encara que li desagrada l'actitud de guerriller, des del primer moment se sent atreta per ell i comença a estimar-lo.
Kaname és una mica hiperactiva, és maca i intel·ligent, sap cuinar i és molt bona en els esports (cosa que es nota amb els cops que li dana a Sōsuke), però de caràcter molt agressiu. De fet, a l'institut té un "sobrenom" que és: "La tia més bona, que mai voldries tenir com a núvia". És una Whispered; conté informació d'alta i avançada tecnologia anomenada "Tecnologia Negra" implantada al seu cervell a nivell genètic; és un coneixement innat que no aconsegueix controlar i afecta la seva vida diària, que es manifesta durant el somni o quan uruz-7 es troba en perill indicant-li els punts forts del seu arm i els febles de l'enemic. A causa del seu coneixement en tecnologia avançada, és perseguida per forces internacionals bèl·liques per al seu propi benefici. La noia viu sola, com a moltes històries del món manganime, malgrat ser una adolescent, ja que el seu pare és comissionat de les Nacions Unides i la seva mare va morir, i la seva germana petita viu a Nova York.
Teletha Tessa Testarossa
Tessa és Comandant en cap del grup del Pacífic Oest de Mithril i capitana d'un submarí d'última generació anomenat Tuatha Doni Danann, un nom obtingut de la mitologia cèltica (molt semblant al SeaQuest). De fet, ella va ser la dissenyadora del submarí, al que considera la seva llar, ja que Teresa és, igual que Chidori, una "whispered", però és especialista en tecnologia submarina. Teresa és una noia mentalment brillant, però corporalment feble. S'enamora de Sôsuke i l'hi confessa a Kaname, declarant-li la guerra. Sent bastant gelosia dels sentiments que mostra Sôsuke per Kaname, però, en veure la importància d'aquests, ella deixa que compleixi la seva missió, ja que Tessa és una noia de gran cor i també té bons sentiments cap a Kaname.
Kurz Weber
Com Sôsuke, és sergent de Mithril i membre del SRT. És probablement el millor amic de Sōsuke. És un franctirador expert, a més de pilot d'Arm Slave. Va passar una gran part de la seva infància al Japó (encara que no és japonès) i per això pot parlar l'idioma amb facilitat. De fet, sap més de les tradicions del país que Sōsuke. Kurz és el típic noi que lliga amb les noies, és atractiu i expliquen que abans de ser militar era model, però tot i això no té èxit. Malgrat ser molt amic de Sôsuke, deu enfrontar-lo a causa que en una gira ell i altres amics intenten espiar les noies en les aigües termals i Sôsuke no els ho permet, col·locant tota classe de paranys.
Melissa Mao
És la que comanda en el SRT, a més de ser oficial d'operacions de Mithril. Té un doctorat en enginyeria mecànica, per la qual cosa és experta en el disseny i el maneig dels Arm Slave. Ella va ser la que es va encarregar de reclutar Kurz i Sōsuke. Va néixer a Nova York, i abans de formar part de Mithril, era marine dels Estats Units. És molt amiga de Teresa.

## Arxius Media
Anime
Full Metall Panic? Fumoffu va ser llançat per primera vegada en DVD el 2005. La versió inicial constava de 4 discos. Des de llavors, el DVD s'ha reestructurat diverses vegades. A més, la sèrie va ser llançada en Blu-ray el 2008 per al Japó. No obstant això, no compten amb subtítols en anglès i després d'activar l'àudio anglés, els subtítols en japonès surten en la pantalla. Els drets de distribució als EUA de la sèrie van ser comprats per Funimation a finals del 2009. El DVD i Blu-ray van ser re-llançats el 5 d'octubre del 2010. Malauradament, la resolució del vídeo és de 1440 x 1080p, per ser 4:3. La imatge només millora la resolució (com va ser el cas amb el llançament al Japó)
Soundtrack
La música per a la sèrie va ser composta per Toshihiko Sahashi, mentre que les cançons d'obertura i tancament les va realitzar Mikuni Shimokawa. La banda sonora inclou les versions completes d'ambdues cançons, juntament amb els temes instrumentals. Va ser publicada per Pony Canyon Records en un sol CD el 2003.
| Cançó   | Títol               | Títol Espanyol            | Cantant          |
| ------- | ------------------- | ------------------------- | ---------------- |
| Opening | Sore ga, Ai deshou? | Ha de ser amor            | Mikuni Shimokawa |
| Ending  | Kimi ni fuku kaze   | Un vent que bufa cap a tu | Mikuni Shimokawa |

### Banda sonora
| #   | Títol en anglès                     | Títol en japonès     | Títol en japonès                | Temps |
| #   | Títol en anglès                     | Kanji                | Romaji                          | Temps |
| --- | ----------------------------------- | -------------------- | ------------------------------- | ----- |
| 1.  | "Isn't That Love?"                  | それが、愛でしょう   | Sore ga, Ai deshō               | 5.14  |
| 2.  | "Going to School, and Following"    | 登校と尾行と         | Tōkō to Bikō to                 | 2.17  |
| 3.  | "Explosions like the Breeze"        | 爆風はそよ風のように | Bakufū wa soyokaze no iōni      | 1.51  |
| 4.  | "Leaving Memories Behind"           | 想い出を残して       | Omoide wo nokoshite             | 2.45  |
| 5.  | "Conspiracy of the Student Council" | 生徒会の陰謀         | Seitokai no Inbō                | 2.09  |
| 6.  | "Intrusion into the Campus"         | 校内潜入             | Kōnai Sennyu                    | 1.42  |
| 7.  | "Club Shutdown at Stake"            | 廃部を賭けて         | Haibu wo Kakete                 | 1.53  |
| 8.  | "Fear Within the School"            | 校内の恐怖           | Kōnai no Kyōfu                  | 1.58  |
| 9.  | "Preparations for Battle"           | 戦闘準備             | Sentō Jumbi                     | 1.36  |
| 10. | "Enemies that Lurk in Town"         | 街角に潜む敵         | Machikado ni hisomu teki        | 1.35  |
| 11. | "Combat Operations"                 | 作戦行動             | Sakusen Kōdō                    | 1.41  |
| 12. | "Class Outside"                     | 校外学習             | Kagai Jugyo                     | 1.28  |
| 13. | "Honor and Properness"              | 仁義の花道           | Jingi no Hanamichi              | 1.32  |
| 14. | "Fumo Fumo Parade"                  | ふもふもパレード     |                                 | 0.57  |
| 15. | "Mascot Suits Attack"               | きぐるみ出撃         | Kigurumi Shutsugeki             | 2.08  |
| 16. | "Subtitle"                          | サブタイトル         |                                 | 0.12  |
| 17. | "Eye Catch"                         | アイキャッチ         |                                 | 0.13  |
| 18. | "Trap"                              | トラップ             |                                 | 1.49  |
| 19. | "Training, Training"                | 特訓、特訓           | Tokkun, Tokkun                  | 1.46  |
| 20. | "New Weapon System"                 | 新型兵器             | Shingata Heiki                  | 1.44  |
| 21. | "Town Painted Xarxa in the Sunset"  | 黄昏に赤く染まる町内 | Tasogare ni akaku somaru chōnai | 2.13  |
| 22. | "Charge!"                           | とつにゅー           | Totsunyū                        | 1.04  |
| 23  | "Paradise GOGO"                     | PARADISE GOGO        |                                 | 1.24  |
| 24. | "Grueling Club Activities"          | 過酷な部活           | Kakoku na Bukatsu               | 1.41  |
| 25. | "The Tragic Class Leader"           | 悲劇のクラス委員     | Higeki no kurasu-iin            | 1.39  |
| 26. | "The fight is Endless"              | 果し合いは果てしなく | Hateshiai wa hateshinaku        | 3.11  |
| 27. | "Deadheat"                          | でっどひーと         |                                 | 1.37  |
| 28. | "Ghost Stories of the School???"    | 学校のかいだん？？？ | Gakkō no kaidan???              | 1.50  |
| 29. | "The Battlefield is the Classroom"  | 戦場は学び舎         | Senjō wa manabiya               | 1.29  |
| 30. | "Just the Two of Us..."             | ふたりで・・・       | Futari de...                    | 1.32  |
| 31. | "Awkward Thoughts"                  | 不器用な想い         | Bikiyō na omoi                  | 2.08  |
| 32. | "Even so, with Him"                 | それでも、あいつと   | Soredemo, Aitsu to              | 1.56  |
| 33. | "The Wind that Blows to You"        | 君に吹く風           | Kimi ni fuku kaze               | 4.40  |

## Recepció
Bryce Coulter de la sèrie Mania va donar-li una qualificació de B+. Va dir que la sèrie podia ser vista per aquells que no estiguin familiaritzats amb la sèrie principal, ja que gairebé no es fan referències a la primera temporada.
A The Internet Movie Database va tenir una qualificació de 8.5/10.